# ESOMAR
ESOMAR (z ang. European Society for Opinion and Marketing Research, Europejskie Stowarzyszenie Badaczy Opinii Publicznej i Rynku) – organizacja międzynarodowa zrzeszająca osoby związane z badaniami rynku.
Stowarzyszenie zostało założone w 1948 roku. Obecnie zrzesza około 5000 członków z około 100 państw świata (wbrew nazwie nie tylko Europy). Sekretariat ESOMAR-u znajduje się w Amsterdamie, choć sama organizacja jest zarejestrowana w Szwajcarii. Pracami ESOMAR-u kieruje wybierana w powszechnych wyborach Rada ESOMAR-u (ESOMAR Council). Organem statutowym jest także Komisja Standardów Zawodowych (Professional Standards Committee). W krajach, gdzie liczba członków przekracza określone minimum, Rada ESOMAR-u wyznacza, po zasięgnięciu opinii członków krajowych, swojego przedstawiciela (ESOMAR Representative), którego zadaniem jest ułatwienie przepływu informacji między Radą a członkami krajowymi. W Polsce przedstawicielem jest obecnie Dominika Maison, a poprzednio Agnieszka Sora i Włodzimierz Daab, który dwukrotnie był także członkiem Rady, a obecnie jest wiceprzewodniczącym Komisji Standardów Zawodowych.
Działalność stowarzyszenia ukierunkowana jest na podnoszenie standardów jakościowych oraz etycznych badań opinii publicznej i badań rynkowych, czego przykładem może być Międzynarodowy Kodeks Postępowania w Dziedzinie Badań Rynkowych i Społecznych opracowany wspólnie przez ESOMAR i ICC (Międzynarodową Izbę Handlu) w 1976 regulujący zagadnienia odpowiedzialności badaczy wobec badanych, stosunki badaczy z ogółem społeczeństwa i ze środowiskami gospodarczymi, wzajemne prawa i obowiązki klientów i badaczy oraz zasady przedstawiania wyników badań. Na podstawie Międzynarodowego Kodeksu Postępowania w Dziedzinie Badań Rynkowych i Społecznych w pierwszej połowie lat dziewięćdziesiątych powstał podobny dokument, przygotowany przez Sekcję Badań Opinii Polskiego Towarzystwa Socjologicznego. Nie istnieje jednak żadna krajowa lub narodowa wersja Kodeksu ICC/ESOMAR. Od początku 2008 roku obowiązuje nowa edycja międzynarodowego Kodeksu, której wprowadzenie poprzedziło w ESOMAR referendum.